# El páramo - Terrore invisibile
El páramo – Terrore invisibile (El páramo) è un film del 2022 diretto da David Casademunt.

## Trama
Nel XIX secolo una famiglia decide di vivere isolata da tutti. La loro tranquillità viene sconvolta da una creatura terrificante e spaventosa che si nutre di terrore. 

## Distribuzione
Il film è stato distribuito sulla piattaforma Netflix a partire dal 6 gennaio 2022.